# Iablanița
Iablanița é uma comuna romena localizada no distrito de Caraș-Severin, na região de Banato. A comuna possui uma área de 115.55 km² e sua população era de 2416 habitantes segundo o censo de 2007.